# Лихас (горы)
Лихас (греч. Όρος Λιχάς) — горы в Греции. Образуют мыс Лихада (Ακρωτήριο Λιχάδα) на самой северо-западной оконечности острова Эвбея. Расположены к востоку от залива Малиакос, к северо-востоку от города Камена-Вурла, напротив хребта Книмис и Фермопил. На востоке глубоко вдаётся бухта Ялтра, с юга полуостров омывается проливом Книмис, с севера — проливом Ореи. У мыса Лихада в проливе Книмис находятся острова Лихадес, крупнейшим из которых является остров Монолья. Высочайшая вершина — гора Ксеросувала высотой 736 м над уровнем моря, западнее расположена вершина Профитис-Илиас высотой 673 м над уровнем моря.
В древности мыс Лихада назывался Кеней (др.-греч. Κήναιον, лат. Cenaeum).
По преданию на мысе Кеней Геракл воздвиг алтарь Зевсу Кенейскому (Κήναιος) после похода на Эхалию, при этом он надел одежду, подаренную Деянире Нессом. Когда подействовал яд, которым была пропитана одежда, Геракл убил принесшего ему одежду Лихаса.
По Страбону бо́льшая часть Лихадских островов и Кенея были затоплены при землетрясении 426 года до н. э.
У Кенея находились основанные афинянами Дион (Диум, упомянутый Гомером) и Афины Диады.
Фукидид упоминает Кеней в связи с основанием напротив спартанской колонии Гераклеи в Трахинии, а Тит Ливий — при описании битвы при Фермопилах в 191 году до н. э.. Также Кеней упоминается в Гомеровских гимнах.